# Yesebokheamani
Yesebokheamani (wohl eher Amaniyesebokhe) war ein nubischer König.

## Belege
Er ist bisher nur von vier kurzen meroitischen Inschriften bekannt: auf einer Löwenfigur aus Qasr Ibrim, auf zwei Inschriften auf dem Hadrianstor auf Philae und auf einer Stele aus dem sogenannten Löwentempel in Meroe. Eine Opfertafel mit seinem Namen befindet sich heute in Bologna. Er datiert wohl in das späte dritte nachchristliche Jahrhundert.